# Odites argyrophanes
Odites argyrophanes is een vlinder uit de familie van de sikkelmotten (Oecophoridae). De wetenschappelijke naam van de soort is voor het eerst geldig gepubliceerd in 1937 door Edward Meyrick.